# Електрична проводљивост
Специфична електрична проводљивост (кондуктивност) је мера способности материјала да проводи електричну струју.
Специфична електрична проводљивост се обично означава као σ (мало грчко слово сигма), а њена јединица у СИ систему је сименс по метру (1 S/m).
Специфична електрична проводљивост материјала може се одредити уколико се знају геометријске особине и кондуктанција једног дела датог материјала:
{\displaystyle \sigma ={\frac {lG}{S}}},
где је: G - кондуктанција, S - величина попречног пресека елемента, l - дужина елемента.
Специфична електрична проводљивост метала се смањује са порастом температуре, а полупроводника се повећава заједно са температуром.

## Подела
У зависности од специфичне електричне проводљивости, материјали се деле на:
- проводнике, материјале који добро проводе струју и имају високу проводљивост
- изолаторе, материјале са ниском електричном проводљивошћу
- полупроводнике, чија специфична електрична проводљивост има вредности између вредности за проводнике и изолаторе

Микроскопски, разлика између проводника, изолатора и полупроводника је само квантитативна, заснована на величини енергијског процепа. У полупроводницима је енергијска разлика између врха валентне зоне и дна проводне зоне мања од 2 еV. За прелаз из валентне у проводну зону довољна је термална енергија на собној температури или ексцитација видљивим фотонима. Изолатори имају значајно шире енергијске процепе (9.0 eV за силицијум-диоксид; 5.47 eV за дијамант). У оваквим материјалима на собној температури термална енергија није довољна да електрони пређу у проводну зону.